# Mikoyan-Gurevich MiG-9
Il Mikoyan-Gurevich MiG-9 (in caratteri cirillici Микояна и Гуревича МиГ-9, nome in codice NATO inizialmente Type 1, nome in codice NATO Fargo) era un caccia bimotore a getto ad ala dritta progettato dall'OKB 155 diretto congiuntamente da Artëm Ivanovič Mikojan e Michail Iosifovič Gurevič e sviluppato in Unione Sovietica negli anni quaranta del XX secolo.

## Storia del progetto
Durante la seconda guerra mondiale, l'Unione Sovietica non aveva in linea velivoli mossi da un motore a getto ed alla fine del conflitto, si concentrarono gli sforzi per colmare questa lacuna. Il governo sovietico richiese la fornitura di nuovi modelli affidandoli agli OKB i quali realizzarono alcuni velivoli sperimentali a propulsione mista, che montavano cioè sia motori a pistoni che a getto, ma la maggior parte di questi progetti non arrivarono alla produzione.
L'ufficio di progettazione (OKB) 155 (Mikoyan Gurevich) sviluppò in tal senso il caccia I-250 ("Istrebitel", caccia), che fu costruito in pochi esemplari. Rispetto alle macchine più moderne potrebbe sembrare bizzarro: un caccia a pistoni con l'elica sulla punta ed un compressore in coda. Il motore a pistoni trascinava il compressore, che quindi non aveva bisogno della turbina.
Vennero costruiti circa 16 I-250, conosciuti anche come MiG-13, ma era un vicolo cieco e non ci furono ulteriori sviluppi. L'OKB MiG fu anche molto influenzato dagli aerorazzi tedeschi ed aveva costruito lo I-270, ma anche questa macchina si rivelò un vicolo cieco. Ma i sovietici erano anche riusciti a costruire copie dei primi turbogetti tedeschi, lo Junkers Jumo 004 ed il BMW 003: questi motori divennero le basi per costruire rispettivamente i locali RD-10 ed RD-20 ("reactivniy dvigatel", motore a reazione).
In risposta ad una specifica dello Stato del febbraio 1945 per un caccia a getto puro, l'OKB MiG sviluppò un bimotore con ala a freccia che fu designato I-300. All'interno dell'ufficio tecnico questo progetto era conosciuto anche come izdeliye F (modello F). Il primo dei tre prototipi compì il suo primo volo il 24 aprile del 1946, con il pilota collaudatore Alecsej N. Grinchik ai comandi: era il primo aeroplano a getto di costruzione completamente sovietica a prendere il volo. Superò il rivale, lo Yakovlev Yak-15, in una sola ora di volo.

## Tecnica

### Struttura
L'I-300 era tutto in metallo ed aveva i due motori alloggiati sotto alla linea di mezzeria della fusoliera e sotto al diedro di coda. Questa configurazione fu originariamente ideata dai tedeschi durante la guerra ed i sovietici l'adottarono per molti dei loro primi aviogetti. La parte inferiore della coda era protetta dal calore dei gas di scarico da una lamina d'acciaio, la cui progettazione si dimostrò piuttosto laboriosa.
L'apparecchio aveva poi ali montate a metà della fusoliera, con ipersostentatori di tipo "slotted flaps" (ipersostentatori in due pezzi con una fessura, slot appunto, tra le parti), e superfici di coda a delta. Un cupolino a bolla, che permetteva una visione a 360°, aveva un parabrezza antiproiettile. Il carrello d'atterraggio era di tipo triciclo, uno dei primi del tempo. Ogni gamba del carrello aveva una sola ruota, il ruotino anteriore si richiudeva all'indietro, mentre il carrello principale si richiudeva verso l'esterno nelle ali. La cabina non era pressurizzata ed era annegata in un'armatura a piastre. Non esisteva il seggiolino eiettabile.

### Motore
I motori erano due turbogetti RD-20 con 7,85 kN (800 kg) di spinta ciascuno; furono anche usati alcuni BMW 003 catturati ai tedeschi. La presa d'aria era posta sul naso dell'aereo, con una paratia che divideva il flusso in due parti che passavano ai lati della cabina e alimentavano ciascun motore. Dietro la cabina erano montati quattro serbatoi di combustibile ed altri tre erano montati sulle ali, per un totale di 1625 litri. Furono anche sviluppati serbatoi esterni da 250 l da montare vicino all'estremità alare.

### Armamento
L'armamento inizialmente concepito consisteva in un cannone Nudelman N-57 da 57 mm, montato al centro della paratia interna della presa, e due cannoni Nudelman e Suranov NS-23 annegati sul labbro inferiore della presa. Tutti e tre i cannoni avevano canne tanto lunghe da fuoriuscire di parecchio dalla carena dell'aereo. L'armamento definitivo che il prototipo montava non è ben chiaro, sembra che inizialmente volò solo con la zavorra.
D'altra parte, lo I-300 aveva prestazioni eccellenti, migliori dei caccia sovietici a pistoni, anche se all'inizio, essendo un mezzo così rivoluzionario e poco familiare, non sorprende che si ebbero degli inconvenienti iniziali, alcuni dei quali fatali.
Grinchik restò ucciso in un incidente l'11 luglio del 1946 durante una dimostrazione di tutti e tre i prototipi davanti agli alti ufficiali della VVS (Voyenno Vozdushniye Sily, l'aeronautica sovietica).
Il posizionamento del cannone fu particolarmente incauta, dato che quando sparava il motore ingeriva i gas di scarico facendo stallare il compressore.

## Impiego operativo
I difetti più gravi del MiG-9 furono corretti durante la costruzione di dieci nuove macchine, le quali volarono sulla piazza Rossa nel novembre 1946 per la celebrazione annuale della rivoluzione d'ottobre. Il caccia ricevette la designazione di MiG-9. Questa celebrazione era usata come mezzo di propaganda per mostrare gli ultimi tipi di macchine belliche sovietiche e per mostrare al mondo che l'URSS possedeva caccia simili a quelli dell'Occidente. Il fatto che questi ultimi non fossero ancora in piena produzione non fu naturalmente enfatizzato.
Questi nuovi dieci aerei erano simili a quelli di serie, adottavano un cannone Nudelman N-37 da 37 mm al posto dello N-57. C'erano comunque un certo numero di difetti che dovevano essere corretti prima che la produzione potesse iniziare e così l'aeroplano entrò in servizio nel 1947, per un totale di 610 esemplari prodotti in tutto, inclusi i prototipi e le macchine di valutazione. La NATO gli assegnò il nomignolo di "Fargo".
Il MiG-9 era grossomodo comparabile con i suoi analoghi occidentali, come il Lockheed F-80 Shooting Star statunitense. D'altra parte lo sviluppo degli aviogetti si muoveva molto in fretta in quegli anni e la vita operativa del MiG-9 fu relativamente breve. Sia il MiG-9 che gli aerei concorrenti furono messi velocemente in produzione per tenere aggiornata l'Unione Sovietica, mentre gli ingegneri lavoravano già a qualcosa di meglio. Il MiG-9 non prese parte ad azioni di guerra e l'unico paese a riceverne l'esportazione fu la Cina, con un certo numero di esemplari arrivati nel 1950 come addestratore monoposto.

## Versioni
Fu sviluppato anche un addestratore biposto, il MiG-9UTI (uchebno trenirovochno istrebitel, caccia addestratore), di cui si costruirono due prototipi, il primo dei quali era una modificazione di un MiG-9 prototipo. Il primo volo avvenne agli inizi del 1947. Il MiG-9UTI aveva una cabina che alloggiava due posti in tandem con un doppio cupolino, quello anteriore si apriva sulla destra e quello posteriore scorreva indietro. Montava l'armamento completo e due seggiolini eiettabili, derivati da quelli usati sui caccia Heinkel He 162 Salamander tedeschi e armati con una cartuccia esplosiva. Il seggiolino posteriore toglieva circa un terzo del carburante. Le valutazioni in volo mostrarono che la visuale dell'istruttore, seduto dietro, era inaccettabile, ma le richieste di un addestratore per il MiG-9 erano talmente pressanti che il MiG-9UTI fu comunque messo in produzione alla fine del 1948, solo per essere sospesa pochi mesi dopo perché un nuovo aeroplano, più avanzato, era già disponibile.
Il design bureau MiG cercò di migliorare un poco il disegno del MiG-9, particolarmente riguardo alla poco soddisfacente configurazione dell'armamento. Furono tentati vari rimedi veloci, ma nessuno sembrava funzionare veramente bene. Finalmente il naso fu ridisegnato cosicché il cannone sparasse dietro la presa d'aria, e la cabina fu spostata più in avanti. Il risultato fu un solo MiG-9M (modifikatsirovannyj, modificato), con seggiolino eiettabile e motori RD-21, la variante dello RD-20 con postcombustore.
Il MiG-9M fu provato nel luglio del 1947, ma fu abbandonato in settembre. Fu anche progettato un derivato, l'I-320 con un turbogetto Rolls-Royce Nene, ma anche questo progetto fu abbandonato, ancor prima di completare un prototipo.
Una variante molto interessante del MiG-9, il MiG-9L, era una conversione del MiG-9 di serie del 1949 per sperimentare l'avionica del missile antinave KS-1 Kometa (AS-1 Kennel). L'armamento era stato rimosso ed era stata montata sul naso una cupola per l'antenna trasmittente del radar. Una piccola cupola con il ricevitore era alloggiata su ciascuna semiala per l'antenna ricevente ed un'ultima cupola fu montata sulla sommità della deriva per il controllo radio del missile. Fu costruito una seconda cabina a metà fusoliera per un ingegnere di volo.
- I-300 o F: prototipo, il primo aviogetto dell'ufficio tecnico. Primo volo il 24 aprile del 1946 con lo F/1. Il secondo prototipo lo F/3 volò il 9 agosto.
- I-305 o FL o TR-1 (L per Lyul'ka): versione del MiG-9 con un solo motore Lyul'ka TR-1A. Ne venne prodotto solo un esemplare nell'autunno del 1946, ma non volò mai a causa del fatto che il motore si rompeva sistematicamente durante le prove a terra. L'ufficio tecnico era sotto pressione per il fatto che il MiG-9 bimotore doveva entrare in produzione, così il modello venne scartato.
- I-301 o FS o MiG-9: primo aereo di produzione, differente dallo I-300 per la forma della deriva, aveva la struttura della coda rinforzata e una stabilità migliorata. Vennero anche aggiunti dei freni aerodinamici per accorciare la corsa d'atterraggio (potava arrivare a 1.060 m). Venne sistemata una paratia d'acciaio per proteggere la coda dai gas di scarico dei motori. Con un serbatoio esterno da 500 kg il raggio d'azione arrivava a 300 km e la tangenza a 5.000 m in 4,5 - 6,25 minuti. In questa configurazione il MiG-9 era impiegato come caccia di scorta. Volò il 22 ottobre del 1946.
- MiG-9F: versione di serie con i motori RD-20F.
- I-301T o FT o MiG-9T: prototipo della versione biposto, costruito nel 1946. Vennero approntati due prototipi, FT/1 e FT/2, con differenti cupolini. Usato anche per le ricerche sui seggiolini eiettabili, nell'abitacolo posteriore. Fu il primo aereo sovietico ad avvalersi di tale sistema.
- MiG-9UTI o UTIMiG-9 (Uchebno Trenirovochno Istrebitel', caccia addestratore): versione da addestramento biposto.
- MiG-9N o FN: prototipo con turbogetti RD-21, sedile eiettabile e cabina pressurizzata.
- MiG-9R FR o I-308: versione di serie con motore RD-21. Alcune fonti lo citano come aereo da ricognizione, sicuramente per via della R del nome, ma tale assunto non è confermato. Volò nel 1947.[3]

## Utilizzatori
Cina
- Zhongguo Renmin Jiefangjun Kongjun

 Unione Sovietica
- Sovetskie Voenno-vozdušnye sily